# La febbre dell'oro: il tesoro del fiume
La febbre dell'oro: il tesoro del fiume (Gold Rush: White Water) è un programma televisivo statunitense del 2018.
La serie segue i cercatori d'oro Dustin Hurt e suo padre "Dakota" Fred Hurt, che tornano a McKinley Creek nel distretto di Haines, in Alaska, in cerca di fortuna aspirando all'immergersi nelle acque turbolente.
Nata come spin-off del più conosciuto show La febbre dell'oro, la serie è stata trasmessa per la prima volta negli Stati Uniti su Discovery Channel dal 19 gennaio 2018. Un adattamento italiano è stato trasmesso su Discovery Channel dal 2 maggio 2018.

## Episodi:

### Prima stagione
| nº | Titolo originale             | Titolo italiano | Prima TV USA     | Prima TV Italia |
| -- | ---------------------------- | --------------- | ---------------- | --------------- |
| 1  | Between Craziness & Insanity | Follia          | 19 gennaio 2018  |                 |
| 2  | First Gold                   | Il primo oro    | 26 gennaio 2018  |                 |
| 3  | Dredge Down                  | Il torrente     | 2 febbraio 2018  |                 |
| 4  | Boulder Battles              | Battaglie       | 16 febbraio 2018 |                 |
| 5  | Indland Tsunami              | Lo tsunami      | 23 febbraio 2018 |                 |
| 6  | Hypothermia                  | Ipotermia       | 2 marzo 2018     |                 |
| 7  | The Graboid                  | Nuova soluzione | 16 marzo 2018    |                 |
| 8  | End of Days                  | La fine         | 16 marzo 2018    |                 |
| 9  | Hidden Depths                | Immersioni      | 23 marzo 2018    |                 |

### Seconda stagione
| nº       | Titolo originale            | Titolo italiano            | Prima TV USA     | Prima TV Italia |
| -------- | --------------------------- | -------------------------- | ---------------- | --------------- |
| Speciale | The Dakotas vs. Alaska      | Dakota vs. Alaska          | 28 dicembre 2018 |                 |
| 1        | The Dakotas Strike Back     | I Dakota colpiscono ancora | 4 gennaio 2019   | 6 marzo 2019    |
| 2        | Burned Alive                | Bruciati vivi              | 11 gennaio 2019  | 6 marzo 2019    |
| 3        | When Bears Attack           | Gli orsi                   | 18 gennaio 2019  | 13 marzo 2019   |
| 4        | Too Close for Comfort       | Troppo vicini              | 25 gennaio 2019  | 20 marzo 2019   |
| 5        | The Nugget Trap             | La trappola                | 1º febbraio 2019 | 27 marzo 2019   |
| 6        | Mckinley, We Have a Problem | Abbiamo un problema        | 8 febbraio 2019  | 3 aprile 2019   |
| 7        | Sacrifice & Sabotage        | Sacrificio e sabotaggio    | 15 febbraio 2019 | 10 aprile 2019  |
| 8        | Landslide                   | Sotto pressione            | 22 febbraio 2019 | 17 aprile 2019  |
| 9        | The Widow Maker             | In cerca di fortuna        | 1º marzo 2019    | 24 aprile 2019  |
| 10       | Gold Strike                 | Colpo d'oro                | 8 febbraio 2019  | 1º maggio 2019  |
| 11       | Diving Deeper               | In profondità              | 22 febbraio 2019 | 8 maggio 2019   |

### Terza stagione
| nº       | Titolo originale        | Titolo italiano       | Prima TV USA     | Prima TV Italia |
| -------- | ----------------------- | --------------------- | ---------------- | --------------- |
| Speciale | The Golden Guys         | Ragazzi d'oro         | 1º novembre 2019 | 13 maggio 2020  |
| 1        | Two Teams, One Dream    | Due squadre, un sogno | 8 novembre 2019  | 20 maggio 2020  |
| 2        | The Pound Zone          | In acqua              | 15 novembre 2019 | 27 maggio 2020  |
| 3        | No Guts, No Glory Holes | Niente gloria         | 22 novembre 2019 | 3 giugno 2020   |
| 4        | Enter The Superclaw     | Fred è tornato        | 29 novembre 2019 | 10 giugno 2020  |
| 5        | Birthday Gold           | Il compleanno         | 6 dicembre 2019  | 17 giugno 2020  |
| 6        | The Gold Cave           | La grotta d'oro       | 13 dicembre 2019 | 24 giugno 2020  |
| 7        | Nugget Heaven           | Il paradiso           | 20 dicembre 2019 | 1º luglio 2020  |
| 8        | Thunderfalls            | Thunder Falls         | 10 gennaio 2020  | 8 luglio 2020   |
| 9        | End Of The Rainbow      | Fine dell'arcobaleno  | 17 gennaio 2020  | 15 luglio 2020  |
| 10       | Cliffhanger             | Le cascate            | 24 gennaio 2020  | 22 luglio 2020  |
| 11       | Rockfall Ravine         | Pepite d'oro          | 31 gennaio 2020  | 29 luglio 2020  |
| 12       | Hands Full of Gold      | Mani piene di oro     | 7 febbraio 2020  | 5 agosto 2020   |
| 13       | Royal Flush             | Carico record         | 14 febbraio 2020 | 12 agosto 2020  |

### Quarta stagione
| nº       | Titolo originale        | Titolo italiano   | Prima TV USA | Prima TV Italia |
| -------- | ----------------------- | ----------------- | ------------ | --------------- |
| Speciale | White Water Roulette    | Rischi            |              | 10 marzo 2021   |
| 1        | Come Hell or High Water | Acqua alta        |              | 17 marzo 2021   |
| 2        | Good As Gold            | Buono come l'oro  |              | 24 marzo 2021   |
| 3        | Swallowed Up            | Le rapide         |              | 31 marzo 2021   |
| 4        | Enter the Mammoth Claw  | Il mammut         |              | 7 aprile 2021   |
| 5        | Fistful of Nuggets      | Pepite            |              | 14 aprile 2021  |
| 6        | Rookie Mistakes         | Errori            |              | 21 aprile 2021  |
| 7        | Happy Endings           | Happy Ending      |              | 28 aprile 2021  |
| 8        | Dustin To The Rescue    | L'aiuto di Dustin |              | 5 maggio 2021   |
| 9        | Depths Of Despair       | Disperazione      |              | 12 maggio 2021  |
| 10       | Ride Or Die             | Corse             |              | 19 maggio 2021  |
| 11       | A Special Kind Of Crazy | Follie            |              | 26 maggio 2021  |
| 12       | In Too Deep             | In profondità     |              | 2 giugno 2021   |
| Speciale | Walk The Line           | inedito           |              |                 |
| 13       | Under Pressure          | Sotto pressione   |              | 9 giugno 2021   |
| 14       | Buried Alive            | Sepolti vivi      |              | 16 giugno 2021  |
| 15       | To The Edge             | Al limite         |              | 23 giugno 2021  |

### Quinta Stagione
| N° | Titolo Originale | Titolo Italiano          | Prima TV USA | Prima TV Italia |
| -- | ---------------- | ------------------------ | ------------ | --------------- |
| 1  |                  | Il Ghiaccio              |              | 19/01/2022      |
| 2  |                  | Nuova Linfa              |              | 26/01/2022      |
| 3  |                  | Il Terremoto             |              |                 |
| 4  |                  | Chi è il capo?           |              |                 |
| 5  |                  | Nuovi Territori          |              |                 |
| 6  |                  | Punto di rottura         |              |                 |
| 7  |                  | Scommesse                |              |                 |
| 8  |                  | Tempi duri               |              |                 |
| 9  |                  | Tagliare la corda        |              |                 |
| 10 |                  | Rapina ad House Rock     |              |                 |
| 11 |                  | La Maledizione degli dei |              |                 |
| 12 |                  | Blackout                 |              |                 |
| 13 |                  | Mostro enorme            |              |                 |
| 14 |                  | Rick VS Guadagni         |              |                 |
| 15 |                  | Opportunità              |              |                 |
| 16 |                  | L'ultimo avamposto       |              |                 |